# Andreanum

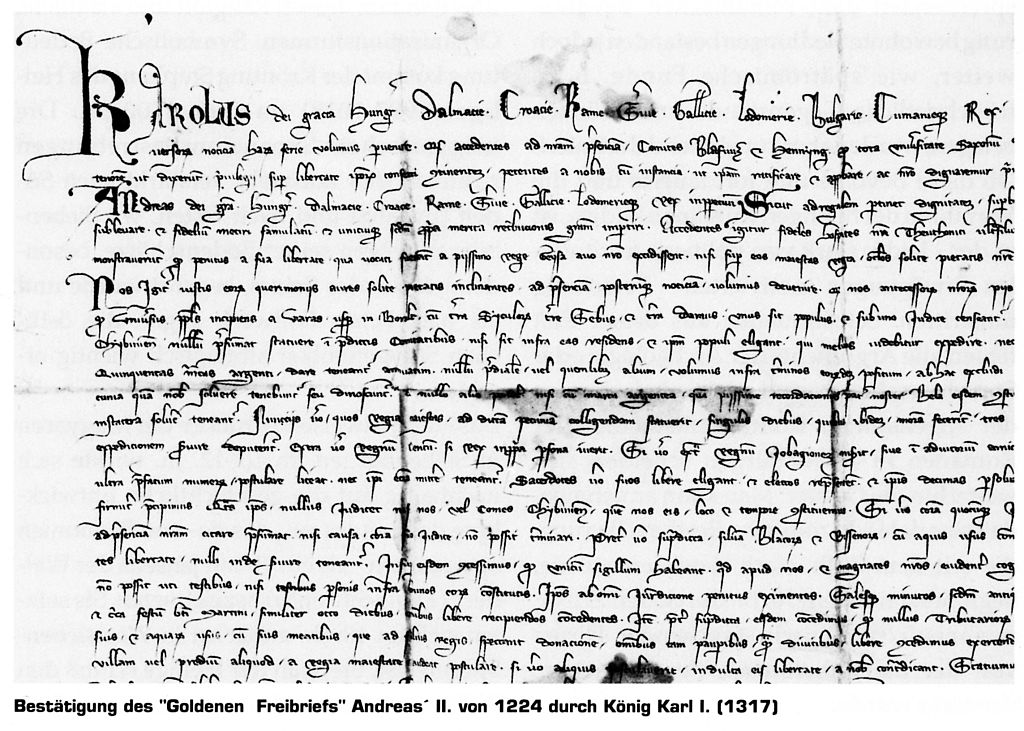
A Károly Róbert-féle megerősítés

Andreanum a neve annak a kiváltságlevélnek, amelyet II. András király 1224-ben adott a Szászváros és Barót közötti területen lakó erdélyi szászoknak, akik addig különböző ispánok fennhatósága alá tartoztak. Az okmányt a német történészek goldener Freibriefnek, azaz arany szabadságlevélnek nevezik.
A kiváltságlevél a király és a szász telepesek viszonyát szabályozza. A szászok közösségét egységes jogi személynek tekinti; meghatározza a jogaikat és a királlyal szembeni kötelességeiket.
A kiváltságlevél eredetije nem maradt fenn. A dokumentum létezését bizonyítja, hogy 1317-ben Károly Róbert megerősítette a benne foglaltakat. Szintén megerősítette a kiváltságokat I. Lajos 1366-ban, Mária 1383-ban, Luxemburgi Zsigmond 1387-ben, 1406-ban és 1425-ben. 1486-ban Mátyás király a kiváltságlevelet kiterjesztette a teljes szász közösségre (Universitas Saxonum). A kiváltságokat II. József helyezte hatályon kívül 1785-ben.

## Jogok
- Nagyszeben vidéke a szász közösség birtokává vált, és területén senki sem élhetett nemesi előjogokkal.
- Erre a területre vonatkozóan a király lemondott háramlási jogáról, vagyis a kihalás vagy hűtlenség esetén gazdátlanná vált föld szabad eladományozásáról.
- A kiváltságolt terület lakói maguk választhatták papjaikat, valamint bíráikat és a szász szokásjog szerint maguk ítélkezhettek.
- A területen tilossá vált a hivatalok pénzen való megvásárlása.
- Megkapták a szabad vásártartás és kereskedelem jogát.

## Kötelességek
- A szászok kötelesek voltak a király számára 500 katonát állítani + még 100-at, ha a király személyesen is hadba vonult.
- A szászok kötelesek voltak 500 ezüstmárka adót fizetni. Az adórendszer globális volt (tehát az itt letelepedettek nem érvényesíthették adómentességüket) és a szász közösség saját tisztviselői szedhették be.